# Свята М'янми
Свята в Бірмі (М'янмі). Свята, дати яких змінюються у відповідності з бірманським місячним календарем, відзначені курсивом.
Свята зі стабільною датою виділені .
| Дати                      | Назва                               | Бірманська назва     | Примітка                                                          |
| ------------------------- | ----------------------------------- | -------------------- | ----------------------------------------------------------------- |
| -                         | Каренський новий рік                | Kayin hnithiku       | Новий Рік каренів                                                 |
| 4 січня                   | День Незалежності                   | လွတ်လပ်ရေးနေ့               | незалежність від Британської імперії в 1948                       |
| 12 лютого                 | День Союзу                          | ပင်လုံစာချုပ်               | Річниця Панлонської конференції в 1947                            |
| 2 березня                 | Селянське свято                     | တောင်သူလယ်သမားနေ့             | Роковини перевороту Не Віна                                       |
| Березень, дати змінюються | Повний місяць табаунга              | တပေါင်းလပြည့်နေ့              | Фестиваль пагоди                                                  |
| 27 березня                | День Збройних сил М'янми — Татмадо  | တပ်မတော်နေ့                | Колишній день Опору (проти японської окупації 1945)               |
| Квітень, дати змінюються  | Фестиваль Тінгіан                   | သင်္ကြန်                 |                                                                   |
| -                         | Бірманський новий рік               | Hnit hsan ta yet nei |                                                                   |
| 1 травня                  | День праці                          | ကမ္ဘာ့အလုပ်သမားနေ့            |                                                                   |
| -                         | Повний місяць касона                | ကဆုန်လပြည့်နေ့              | Відзначається поливом дерева Бодхі                                |
| -                         | Початок буддистського поста — Васса | ဝါတွင်း                  |                                                                   |
| 19 липня                  | День мучеників                      | အာဇာနည်နေ့                | В пам'ять про вбивство Аун Сан і членів кабінету міністрів у 1947 |
| -                         | Кінець буддистського поста          | Thadingyut           | Фестиваль світла                                                  |
| жовтень — листопад        | Дівалі                              | ဒေပါဝါလီနေ့                |                                                                   |
| -                         | Фестиваль Тазаундаін                | တန်ဆောင်မုန်းလပြည့်နေ့           | День паперових ліхтариків і гарячих повітряних куль               |
| -                         | Національне свято                   | အမျိုးသားနေ့                 | Річниця студентського страйку 1920 року                           |
| 25 грудня                 | Різдво                              | ခရစ္စမတ်               |                                                                   |
| грудень — січень          | Ід уль-Фітр                         | Id nei               |                                                                   |

- Місячний календар, що містить дати свят, видається Міністерством сільського господарства і іригації М'янми